# Tim Flock

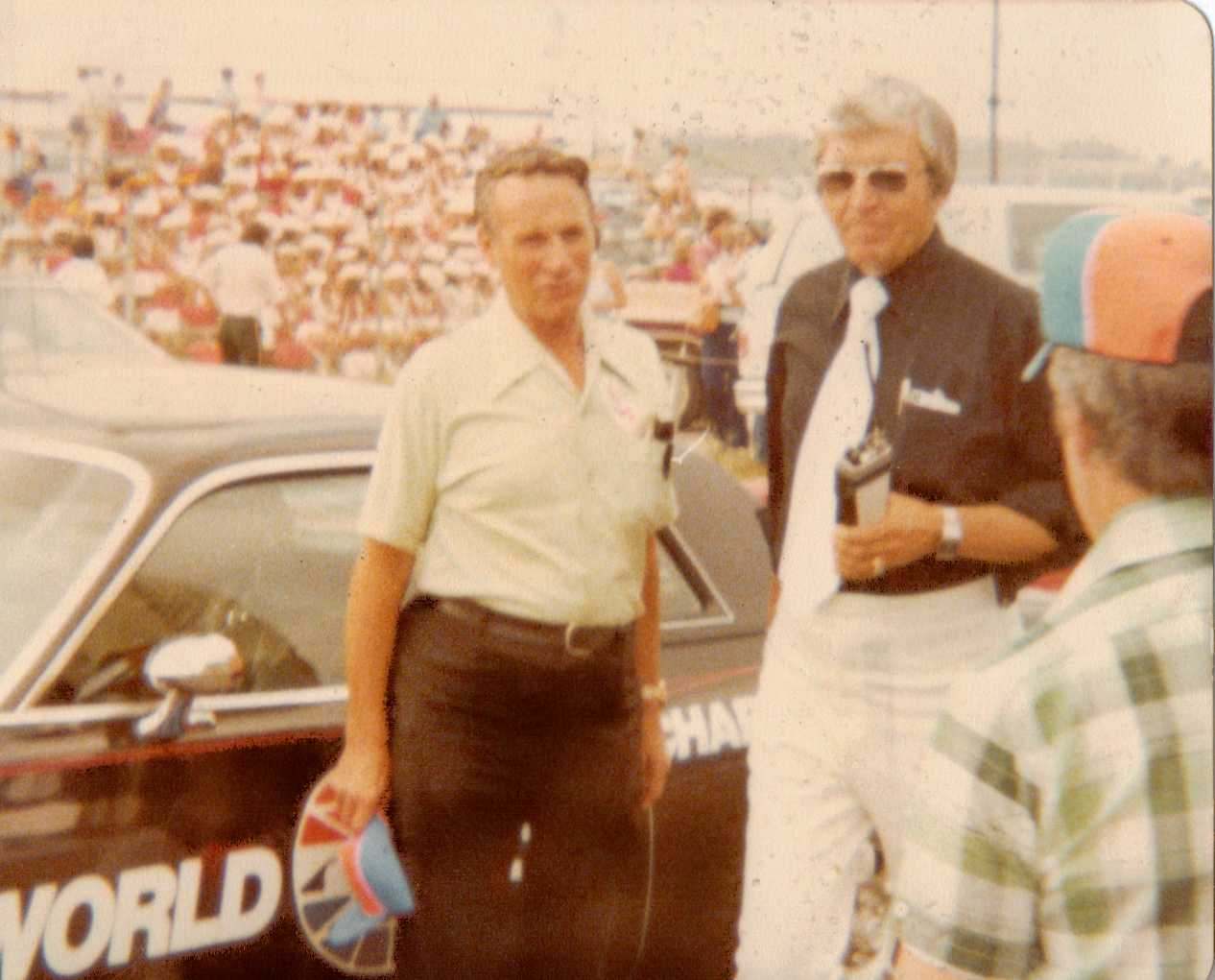
Tim Flock (rechts) 1954

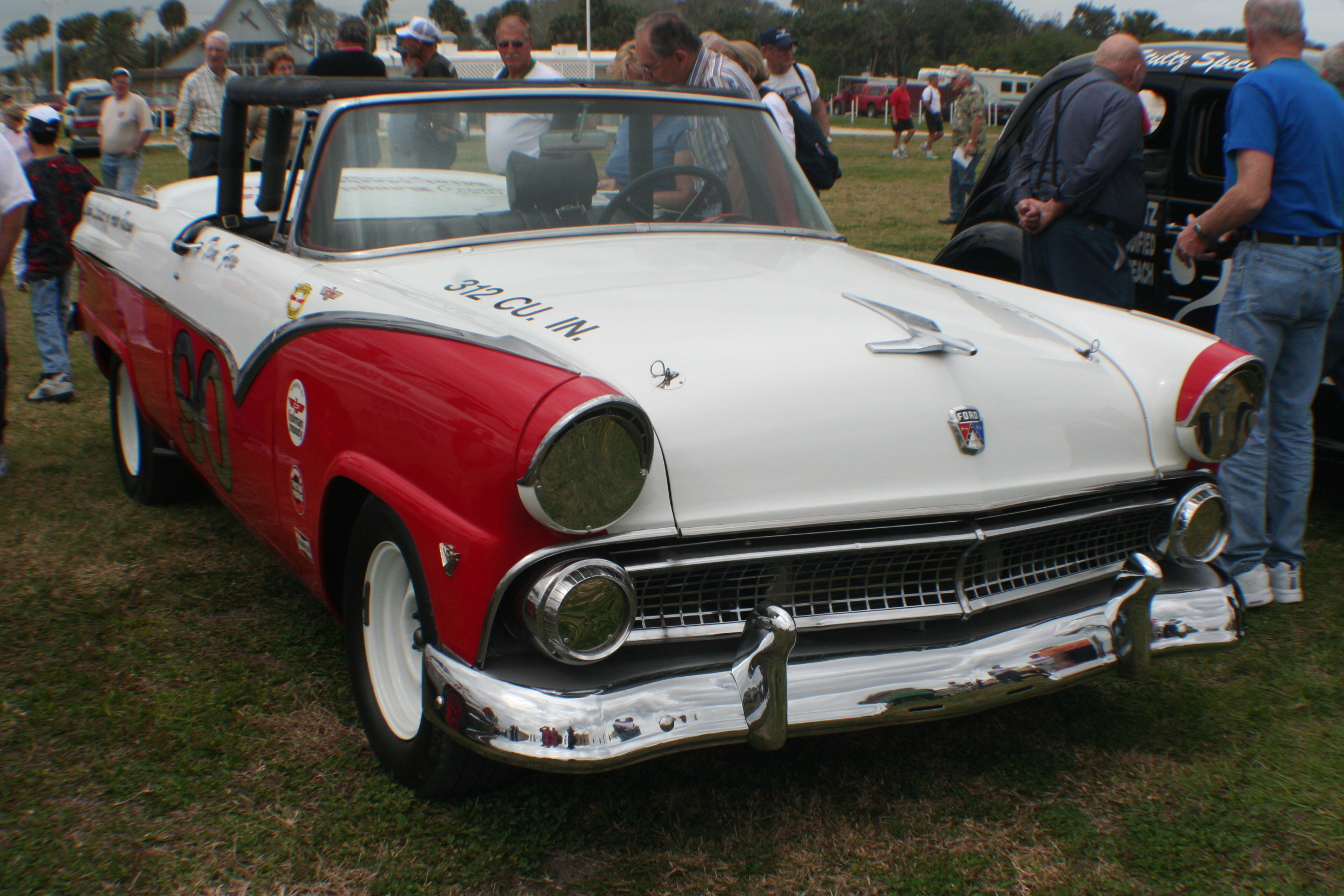
Tim Flocks Ford

Julius Timothy „Tim“ Flock (* 11. Mai 1924 in Fort Payne, Alabama; † 31. März 1998) war ein US-amerikanischer NASCAR-Rennfahrer und zweifacher Meister im Winston Cup. Tim Flock war der Bruder von Ethel Mobley, der zweiten Frau im NASCAR-Rennsport überhaupt, sowie von Bob Flock und Fonty Flock. Tim Flock starb am 31. März 1998 an  Lungen- und Leberkrebs im Alter von 73 Jahren.

## NASCAR-Karriere
Beim ersten Rennen in der als Strictly Stock bezeichneten Cup-Serie von NASCAR im Jahre 1949 auf dem Charlotte Speedway in Charlotte, North Carolina, belegte Flock den fünften Platz. In der Meisterschaftswertung lag er am Ende der Saison auf dem achten Platz, während sein Bruder Fonty Fünfter und Bob Dritter wurden, letzterer mit einem Sieg. In der Saison 1950 ging er an nur zwölf von insgesamt 19 Rennen an den Start und musste sich von einem schweren Unfall auf dem Charlotte Speedway erholen, bei dem vier Wagen involviert waren. Dennoch gelang ihm im selben Jahr auf dem Charlotte Speedway auch sein erster NASCAR-Sieg.
In der Saison 1951 gewann Flock insgesamt sieben Rennen und belegte in der Abschlusstabelle der Meisterschaft den dritten Platz. Die Saison 1952 brachten acht Siege und vier Pole-Positionen. Mit einem Vorsprung von 106 Punkten sicherte er sich die erste Meisterschaft vor Herb Thomas.
Die Saisons 1953 und 1954 liefen nicht so gut für Flock. In den beiden Jahren konnte er nur einen Sieg erfahren und beendete sie als Sechster bzw. 35. in der Meisterschaft.
Die Saison 1955 wurde dagegen zu einem Rekordjahr für Flock und NASCAR. Auf seinem Weg zum zweiten Titel sicherte sich Flock 19 Pole-Positionen und 18 Siege in 45 Rennen. Die Rekordanzahl an Siegen hielt bis ins Jahr 1967, als Richard „The King“ Petty mit 27 Siegen einen neuen Rekord aufstellte. Die 19 Pole-Positionen sind aber mit Stand von 2007 weiterhin Rekord in der Cup-Serie.

## Trivia
- Flock gewann im Jahre 1956 das einzige NASCAR-Rennen in Road America. Bis in die 1990er Jahre fanden keine weiteren Rennen einer Tourenwagenserie auf der Strecke statt.

- Bei seinem Sieg auf dem Hickory Motor Speedway am 16. Mai 1953 hatte Flock einen Rhesusaffen mit Namen „Jocko Flocko“ als Beifahrer im Cockpit. Dieser Affe ist der einzige, der jemals ein Autorennen gewann. Beim Rennen zwei Wochen später in Raleigh kam es aber zu einem ungewöhnlichen Zwischenfall. Damals gab es in den Radkästen kleine Klappen, durch die der Fahrer den Zustand des rechten Vorderreifen kontrollieren konnte. Man musste nur an einer kleinen Kette ziehen. Jocko schaffte es sich aus seinem Sicherheitsgurt zu befreien und zog auch an der Kette. Er steckte den Kopf in den Radkasten und erschrak sich darüber sehr (es gibt aber auch Vermutungen, dass er von einem hochgeschleuderten Kieselstein getroffen wurde). Tim Flock konnte mit dem wildgewordenen Affen nicht mehr weiterfahren und musste einen extra Boxenstopp einlegen, um ihn aus dem Wagen zu lassen. Hierdurch verschenkte er den zweiten Platz und beendete das Rennen als Dritter.